# Sučava
Sučava (rumunsky Suceava,  ukrajinsky Сучава; v jidiš שאָץ‎; polsky Suczawa) je župní město v Rumunsku, ležící na severovýchodě státu, v historické zemi Bukovině. Žije zde okolo 92 000 obyvatel.
Město se nachází na mezi podhůřím Karpat a moldavskými rovinami, asi 40 km od hranic s Ukrajinou. Jeho středem protéká řeka Sučava, která se po 21 km vlévá do Siretu. Je centrem stejnojmenné župy, nacházejí se zde závody mnoha průmyslových odvětví a železniční uzel.

## Historie
Sučava má velmi slavnou historii. Mezi lety 1388 a 1565 byla centrem Moldavského knížectví pod vládou Bogdana I., Petru Mușata a Štěpána Velikého. Během vlády Alexandra Lăpușneanua se však metropole země přesunula do Jasů a význam Sučavy upadl. Poté již byla součástí Rakousko-Uherska a Rumunska jako provinční město.

## Pamětihodnosti
Mezi historické památky patří katedrála ze 14. a 15. století, kostely ze století šestnáctého a knížecí dům ze století sedmnáctého.
Nedaleko pevnosti, v parku Șipote-Cetate, se nachází jezdecká socha Štěpána Velikého, kterou navrhl a vytvořil místní sochař Iftimie Bârleanu v roce 1977. Pomník dosahuje výšky 23 metrů a je nejvyšší jezdeckou sochou v Rumunsku.
V centru města se nachází také socha věnovaná Petru Mușatovi, moldavskému knížeti v letech 1375 až 1391, a Petru Rareșovi, který byl dvakrát moldavským knížetem – poprvé v letech 1527 až 1538 a podruhé, naposledy, mezi lety 1541 a 1546.

### Galerie

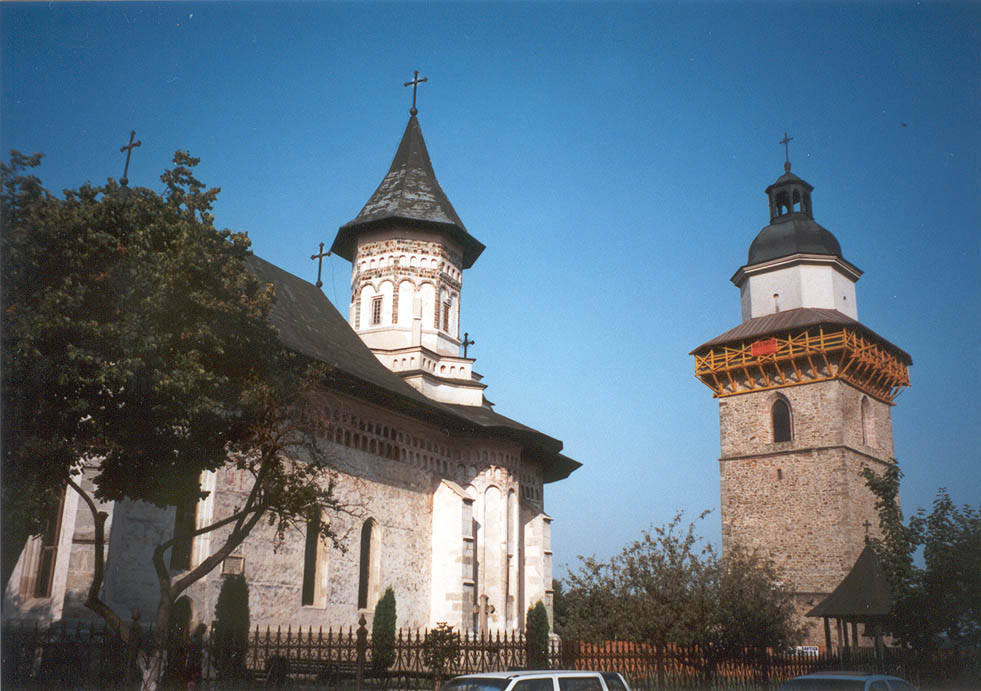
Kostel sv. Dimitrije z let 1534–35 s věží z roku 1560
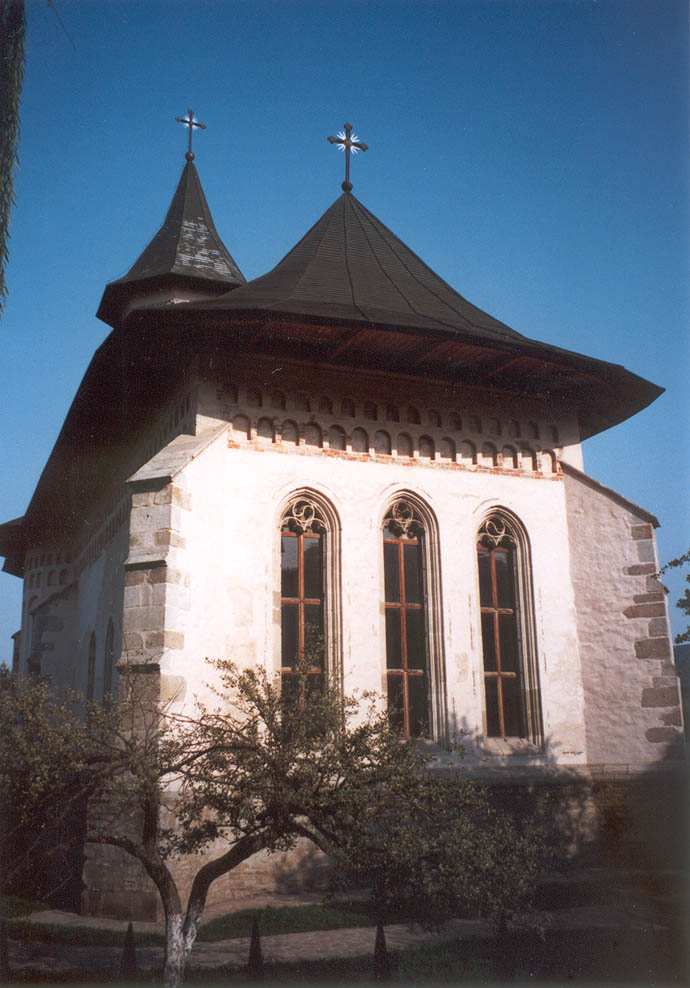
Gotická okna kostela sv. Dimitrije
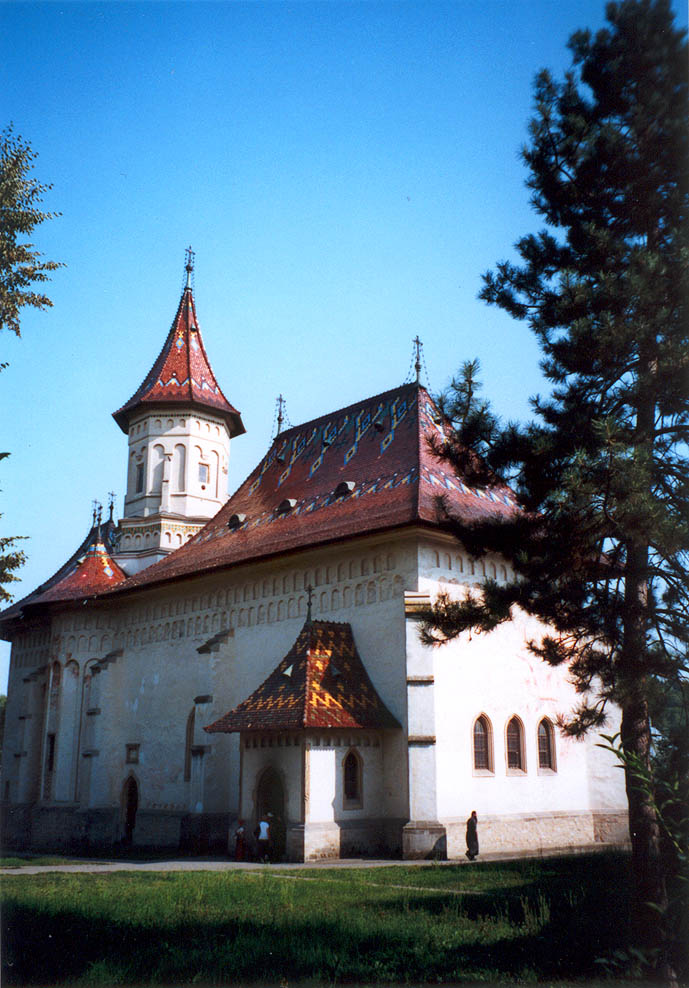
Kostel sv. Jiří v klášteře sv. Jana z let 1514–22, památka UNESCO
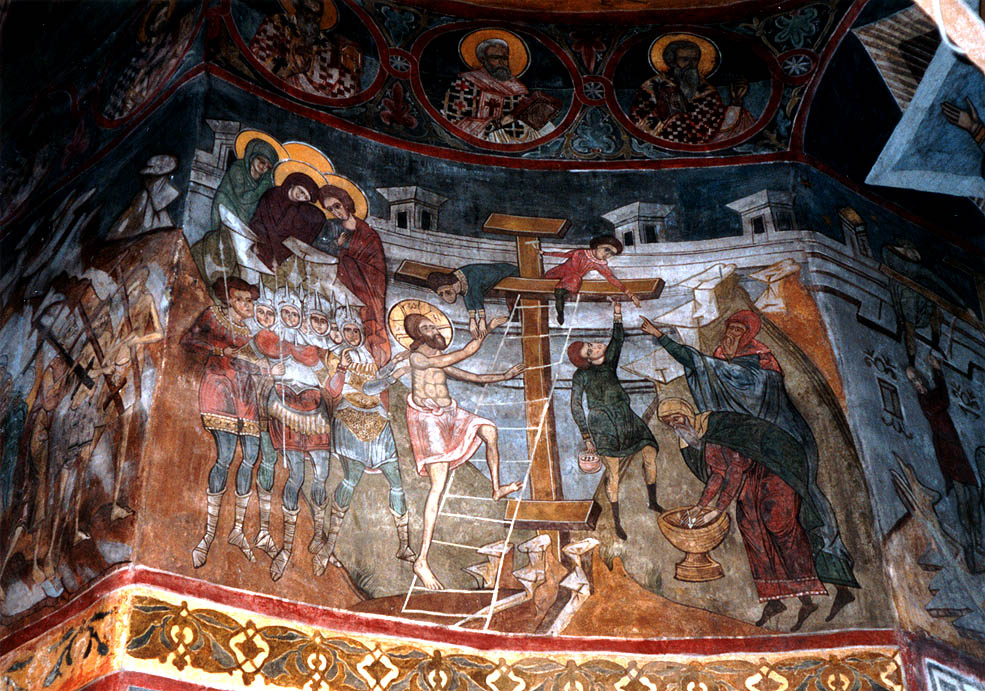
Nástěnná malba v kostele sv. Jiří zdůrazňuje dobrovolnost Kristovy oběti tím, že Ježíš sám stoupá na kříž
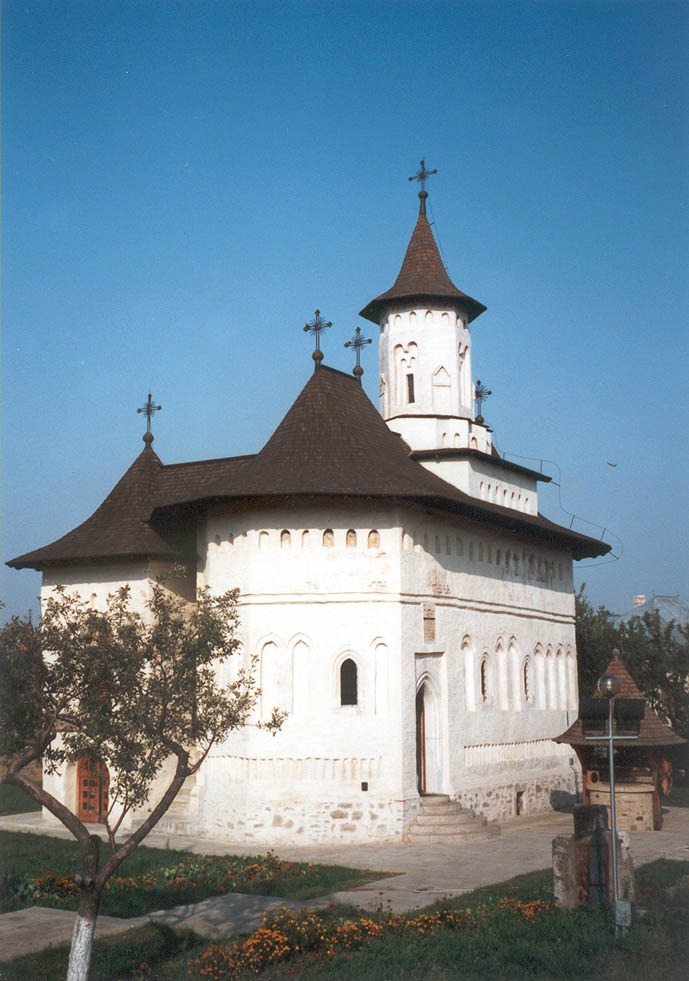
Kostel sv. Jana Křtitele z roku 1642